# Val Federia
Val Federia este o arie protejată (arie specială de conservare — SAC, sit de importanță comunitară — SCI) din Italia întinsă pe o suprafață de 1.593 ha, integral pe uscat.

## Localizare
Centrul sitului Val Federia este situat la coordonatele 46°32′33″N 10°04′57″E / 46.5425°N 10.0825°E.

## Înființare
Situl Val Federia a fost declarat sit de importanță comunitară în iunie 1995 pentru a proteja 55 de specii de animale. Situl a fost protejat și ca arie specială de conservare în aprilie 2014.

## Biodiversitate
Situată în ecoregiunea alpină, aria protejată conține 13 habitate naturale: Pajiști boreale și alpine pe substrat silicios, Formațiuni ierboase bogate în specii de Nardus, dezvoltate pe substraturi silicioase în zone montane (și în zone submontane, în Europa continentală), Mlaștini turboase de tranziție și turbării mișcătoare, Tufărișuri subarctice cu Salix spp., Grohotișuri silicioase de la nivelul montan până la nivelul zăpezii (Androsacetalia alpinae și Galeopsietalia ladani), Râuri de munte și vegetația erbacee de pe malurile acestora, Păduri alpine de Larix decidua și/sau Pinus cembra, Pajiști alpine și boreale, Pajiști alpine și subalpine calcaroase, Fânețe montane, Liziere de ierburi înalte hidrofile de câmpie și de nivel montan până la alpin, Pante stâncoase silicioase cu vegetație casmofită, Grohotișuri calcaroase și de șisturi calcaroase de la nivelul montan până la nivelul alpin (Thlaspietea rotundifolii).
La baza desemnării sitului se află mai multe specii protejate de  păsări (55): inărița (Acanthis flammea), uliu porumbar (Accipiter gentilis), uliu păsărar (Accipiter nisus), pițigoi codat (Aegithalos caudatus), ciocârlie-de-câmp (Alauda arvensis), fâsă de pădure (Anthus spinoletta), fâsă de pădure (Anthus trivialis), lăstunul mare (Apus apus), acvilă de munte (Aquila chrysaetos), buha (Bubo bubo), șorecarul comun (Buteo buteo), Carduelis citrinella, cojoaica de pădure (Certhia familiaris), mierla de apă (Cinclus cinclus), șerpar (Circaetus gallicus), porumbel gulerat (Columba palumbus), corb (Corvus corax), cioară neagră (Corvus corone), lăstun de casă (Delichon urbicum), măcăleandru (Erithacus rubecula), Eudromias morinellus, vânturel roșu (Falco tinnunculus), cinteză (Fringilla coelebs), Fringilla montifringilla, ciuvică (Glaucidium passerinum), zăgan (Gypaetus barbatus), rândunică (Hirundo rustica), Lagopus muta helvetica, câneparul (Linaria cannabina), pițigoi moțat (Lophophanes cristatus), forfecuță gălbuie (Loxia curvirostra), Lyrurus tetrix tetrix, mierlă de piatră (Monticola saxatilis), cinghiță alpină (Montifringilla nivalis), alunar (Nucifraga caryocatactes), pietrar sur (Oenanthe oenanthe), pițigoi de brădet (Periparus ater), codroș de munte (Phoenicurus ochruros), pitulice de munte (Phylloscopus collybita), pițigoi de munte (Poecile montanus), Prunella collaris, brumăriță de pădure (Prunella modularis), Ptyonoprogne rupestris, stăncuță alpină (Pyrrhocorax graculus), aușel cu cap galben (Regulus regulus), mărăcinar (Saxicola rubetra), silvie-mică (Sylvia curruca), Tachymarptis melba, fluturașul de stâncă (Tichodroma muraria), fluierarul de zăvoi (Tringa ochropus), pănțărușul (Troglodytes troglodytes), sturzul viilor (Turdus iliacus), sturz-cântător (Turdus philomelos), mierlă gulerată (Turdus torquatus), sturzul de vâsc (Turdus viscivorus)
Pe lângă speciile protejate, pe teritoriul sitului au mai fost identificate 41 de specii de plante, 1 specie de amfibieni, 6 specii de mamifere, 15 specii de nevertebrate, 3 specii de reptile.